# 德国质量协会
德国质量协会（德语：Deutsche Gesellschaft für Qualität，缩写：DGQ）是德国的国家级质量机构，总部位于美茵河畔法蘭克福。DGQ 的前身是1952年成立的德国经济生产委员会下的技术统计委员会 ，至1972年正式定为现名。DGQ 是一个会员制组织，目前拥有1,000多名公司会员，6,000多名个人会员。 德国质量协会的月刊為《质量和可靠性》（Qualität und Zuverlässigkeit，缩写：QZ）。